# Château d'Altdöbern
Le château d'Altdöbern (Schloß Altdöbern) en trois corps de bâtiment est situé à Altdöbern dans le Brandebourg. C'est un monument historique protégé.

## Histoire
Le château se trouve à l'emplacement d'un ancien Wasserburg médiéval. Hans von Dieskau le fait reconstruire en 1571-1586. Le major-général Alexander Dietrich von Eickstedt achète le domaine en 1712 et fait construire un château baroque en 1717. Le corps de logis est flanqué au nord de deux ailes et le parc est aménagé à la française. Le propriétaire suivant, Carl Heinrich von Heineken, embellit encore le château en 1750 et agrandit le parc tout en faisant ériger des statues et construire des canaux, des fontaines, des ponts et des pavillons.
Le comte Heinrich von Witzleben-Alt-Döbern transforme le château en 1880 avec des éléments historicistes. Il restaure en style néorenaissance les tours jumelles de côté, rajoute des éléments en grès sur la façade. Le corps de bâtiment (1888) néoromantique contraste avec l'aile est baroque. Le jardin à la française est redessiné en un parc romantique de 55 hectares par Eduard Petzold, élève du prince Hermann von Pückler-Muskau. La partie sud en face de l'aile baroque garde toutefois son allure de jardin à la française avec un théâtre de verdure.
Le fabricant de cigarettes, Josef Garbáty-Rosenthal (1851-1939), achète le château en 1917 et fait restaurer le parc par Hermann Wiepking-Jürgensmann. C'est de cette époque que date la plantation des rhododendrons. Garbáty doit vendre le château, à cause des lois raciales, en 1938 et émigre aux États-Unis, où il meurt très peu de temps après. Altdörben est saccagé à la fin de la guerre et le parc rendu presque à l'état sauvage. La commune loue le château à la Caritas en 1946 qui sert d'orphelinat et à partir de 1974 de maison de retraite. le château devient, après la réunification, propriété de la fondation des châteaux brandebourgeois. Le bassin devant la façade est restauré en 1991, en 1991-1993 la fontaine de Neptune, et en 1992-1933 le bassin du jardin à la française. Le château lui-même est toujours en cours de restauration.

## Galerie

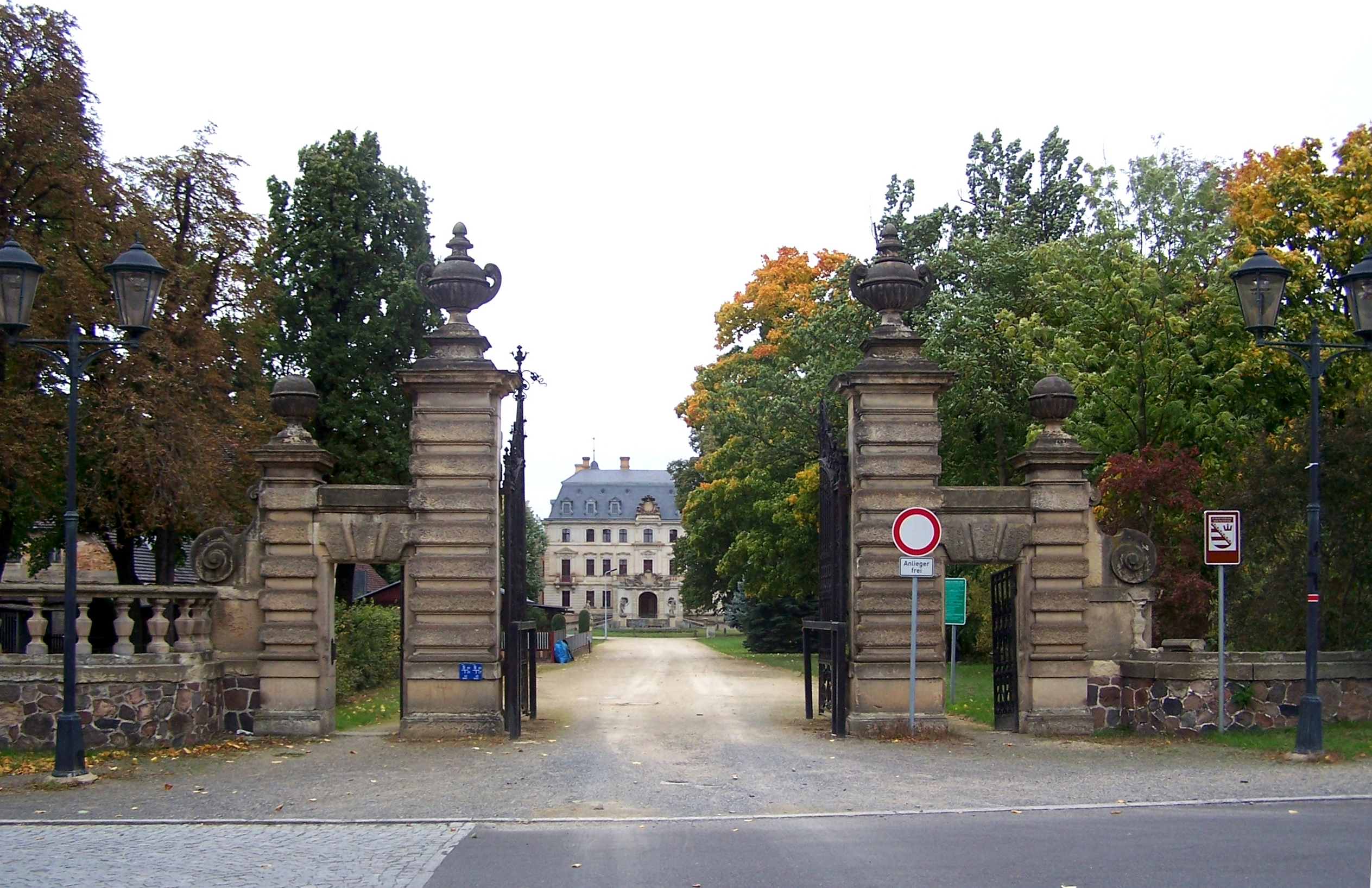
Portail du château
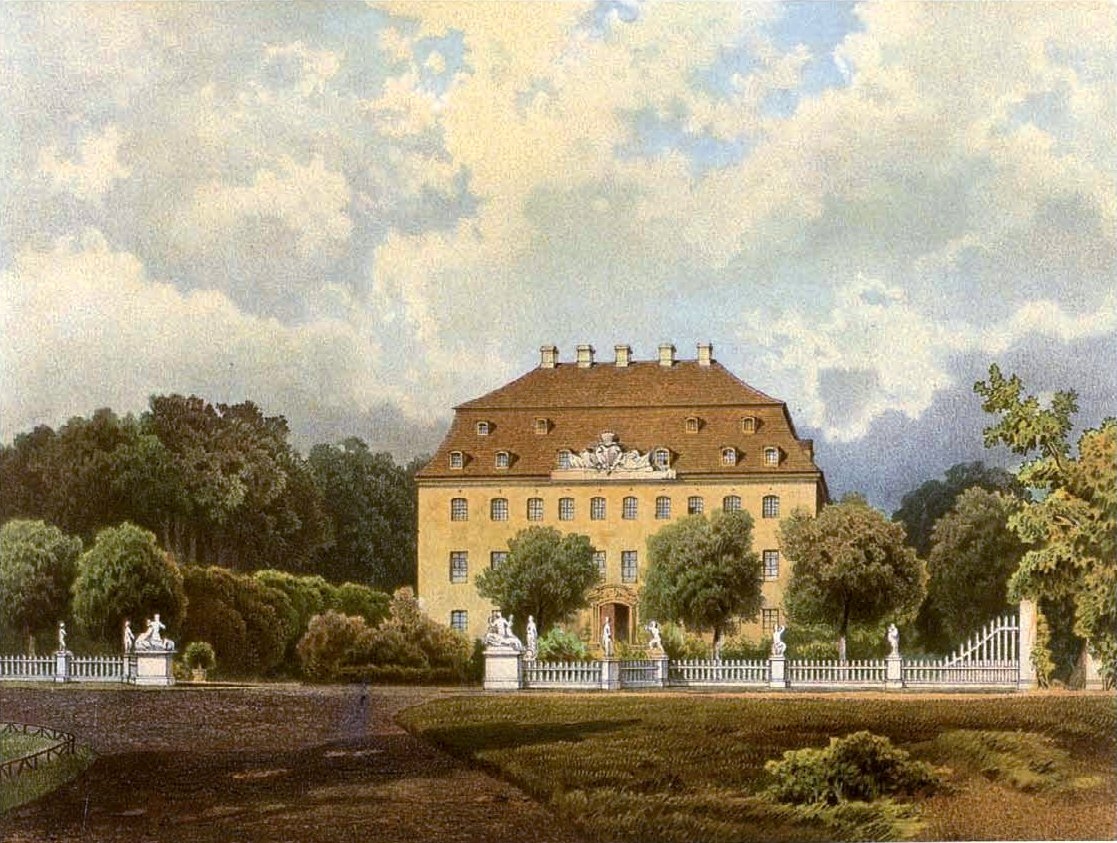
Vue du château vers 1865 (collection Alexander Duncker)
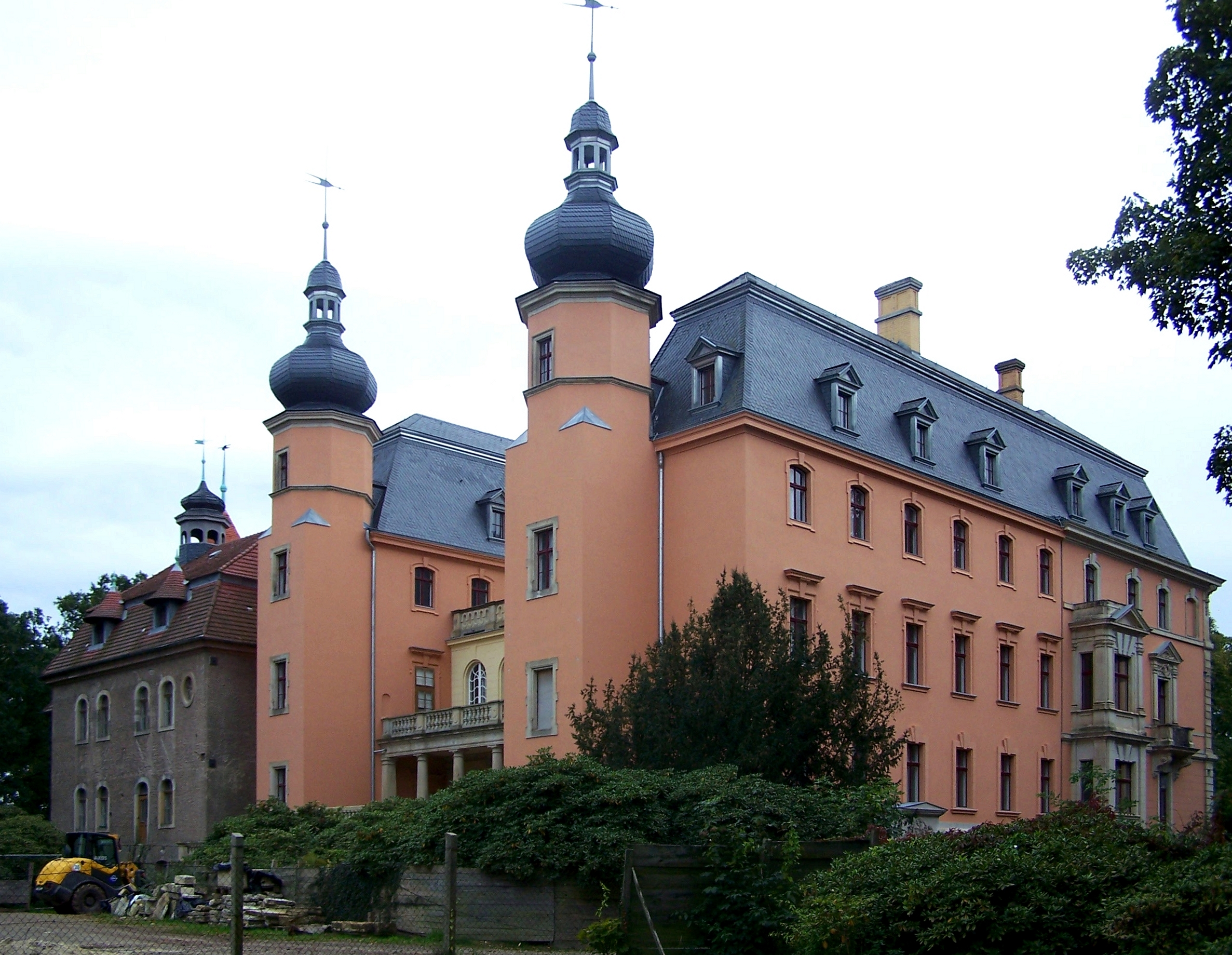
Corps de bâtiment néorenaissance
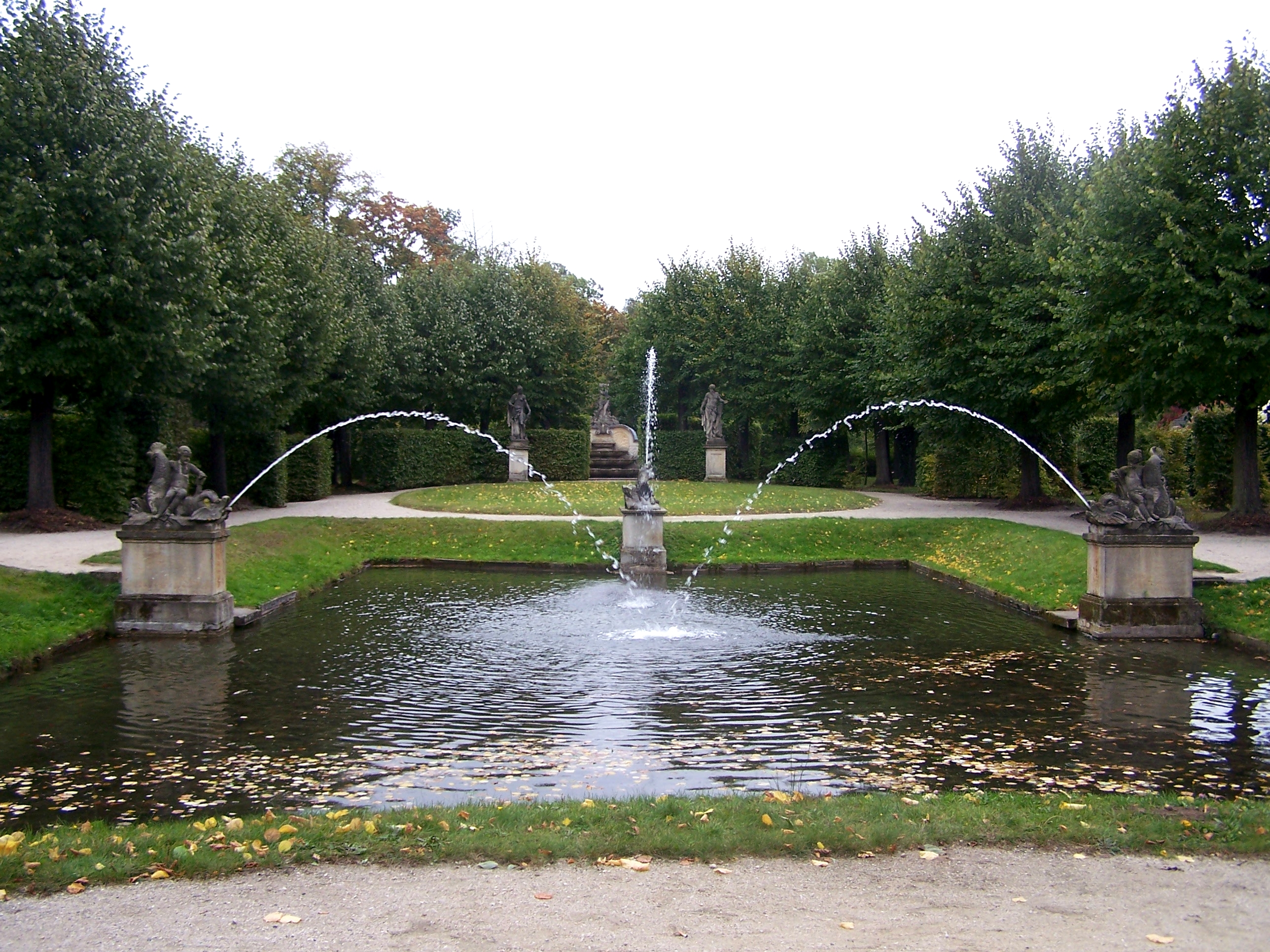
Fontaine du parc

## Source
- (de) Cet article est partiellement ou en totalité issu de l’article de Wikipédia en allemand intitulé « Schloss Altdöbern » (voir la liste des auteurs).